# Bakari Koné
Bakari Koné, född 17 september 1981 i Abidjan, är en ivoriansk fotbollsspelare. Han spelar sedan 2014 för Ajman Club i Förenade Arabemiraten och har tidigare bland annat representerat FC Lorient, OGC Nice och Olympique de Marseille. Han har även gjort flera landskamper för Elfenbenskustens landslag, bland annat i VM 2006.